# Tor di Quinto
Tor di Quinto är Roms adertonde quartiere och har beteckningen Q. XVIII. Namnet Tor di Quinto kommer av Torre di Quinto, ett medeltida befäst vakttorn. Quartiere Tor di Quinto bildades år 1954.

## Kyrkobyggnader
- Cappella della Clinica Nuova Villa Claudia
- San Gaetano
- Santa Maria Addolorata a Tor di Quinto
- Preziosissimo Sangue di Nostro Signore Gesù Cristo a Tor di Quinto

## Övrigt
- Ponte Tor di Quinto
- Ponte Flaminio
- Ponte Milvio

## Bilder
| - San Gaetano. - Santa Maria Addolorata a Tor di Quinto. - Preziosissimo Sangue di Nostro Signore Gesù Cristo a Tor di Quinto. |